# Saxifraga brunonis
Saxifraga brunonis là một loài thực vật có hoa trong họ Saxifragaceae. Loài này được Wall. ex Ser. miêu tả khoa học đầu tiên năm 1830.